# Генрих VIII
Ге́нрих VIII (англ. Henry VIII; 28 июня 1491, дворец Плацентия, Лондон[…] — 28 января 1547, Уайтхолл, Лондон) — король Англии с 22 апреля 1509, сын и наследник короля Англии Генриха VII, второй английский монарх из династии Тюдоров. С согласия Римской католической церкви английские короли именовались также «Повелителями Ирландии», однако в 1541 году, по требованию отлучённого от католической церкви Генриха VIII, ирландский парламент наделил его титулом «Король Ирландии». Образованный и одарённый, Генрих правил как представитель европейского абсолютизма, к концу царствования жестоко преследовал своих действительных и мнимых политических оппонентов. В поздние годы страдал от ожирения и гангрены ноги.
Генрих VIII больше всего известен своим прямым участием в Английской реформации, что сделало Англию в большинстве своём протестантской нацией; и необычным для христианина числом браков — всего у короля было шесть жён, из них с двумя он развёлся, а двух казнил по обвинению в измене. Король стремился произвести на свет наследника мужского пола для консолидации власти династии Тюдоров. Развод Генриха VIII с его первой супругой, Екатериной Арагонской, повлёк за собой отлучение короля от католической церкви и ряд церковных реформ в Англии, когда англиканская церковь отделилась от римской католической. Кроме того, постоянная смена жён и фавориток короля и церковная реформация оказались серьёзной ареной для политической борьбы и привели к ряду казней политических деятелей, среди которых были, например, Томас Мор и Томас Кромвель.

## Ранние годы
Генрих родился 28 июня 1491 года в Гринвиче. Он был третьим ребёнком Генриха VII и Елизаветы Йоркской.
Его отец Генрих VII готовил сына к принятию духовного сана. За его воспитанием следила бабушка — леди Маргарет Бофорт. Под её руководством Генрих посещал до шести месс в день и писал сочинения на богословские темы, и в одном из них он отстаивал святость брака.
После ранней смерти своего брата, Артура, Генрих оказался главным претендентом на наследство отца и получил титул принца Уэльского. По настоянию Генриха VII, желавшего укрепить союз с Испанией с помощью династического брака, принц Уэльский женился в 1509 году на Екатерине Арагонской, дочери Изабеллы Кастильской и вдове своего брата.

## Начало правления

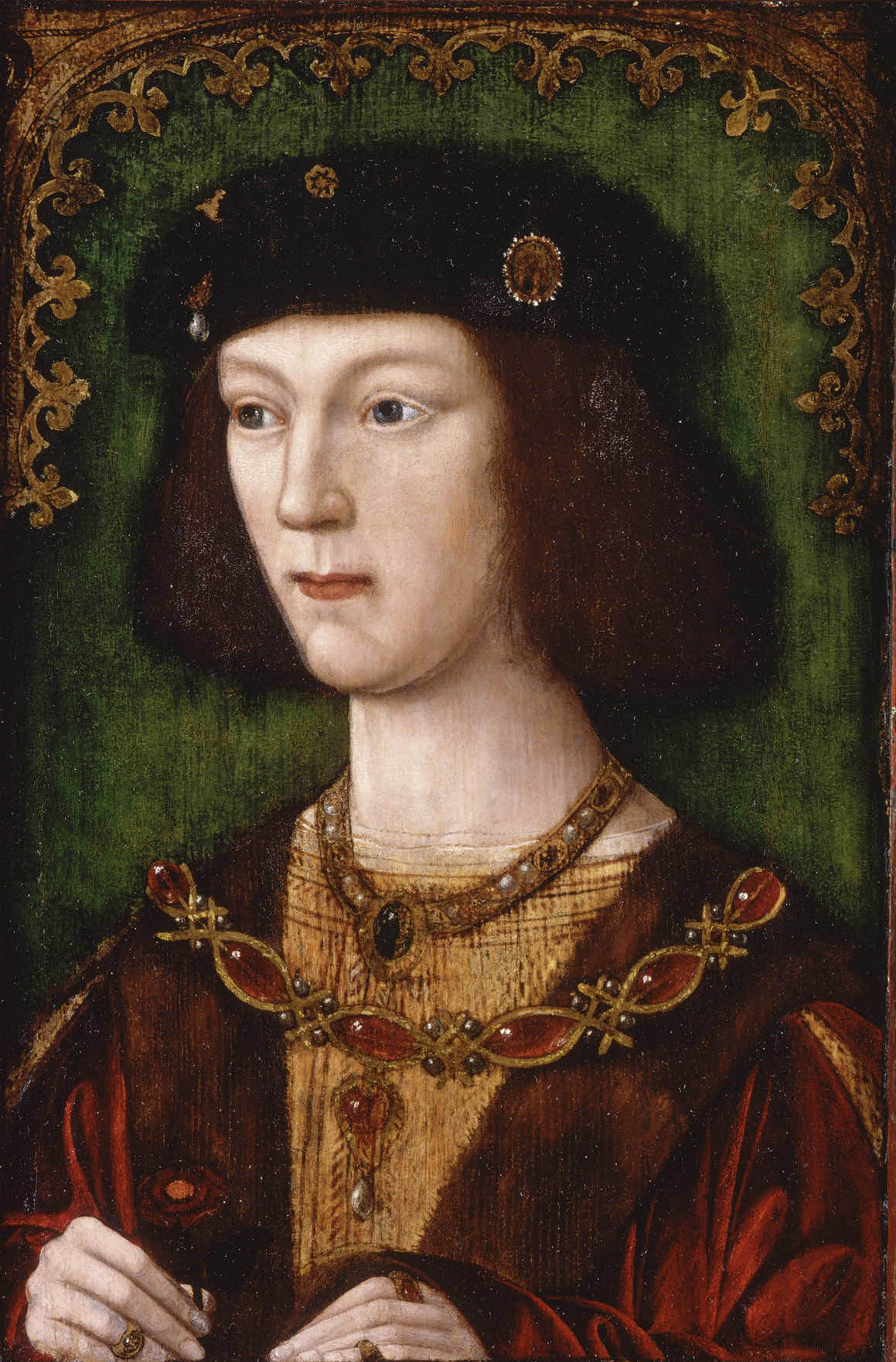
Генрих VIII в молодости, в год вступления на престол

В 1509 году, после смерти Генриха VII, принц Уэльский стал королём в возрасте семнадцати лет. В течение первых двух лет его царствования делами государства управляли Ричард Фокс (епископ Винчестерский) и Уильям Уорхэм (архиепископ Кентерберийский). С 1511 года реальная власть перешла к кардиналу Томасу Уолси, ставшему затем лордом-канцлером королевства.
В 1512 году Генрих VIII, вступив в войну Камбрейской лиги, во главе своего флота впервые отплыл к берегам Франции на флагмане «Мэри Роуз», где одержал победу в сражении возле Бреста.
В 1513 году он выступил из города Кале, готовясь совершить свой первый сухопутный поход против французов. Основой английской армии были лучники (Генрих и сам был отличным лучником, также он издал указ, согласно которому каждый англичанин должен каждую субботу один час посвящать упражнению в стрельбе из лука). Ему удалось захватить только два небольших городка. В последующие двенадцать лет он воевал во Франции с переменным успехом, в том числе были организованы мирные переговоры (лагерь золотой парчи) в 1520 г. Но вскоре после этих переговоров Генрих VIII вступил в союз с императором Карлом V и английские войска вторглись в Пикардию. В 1522—1523 годах Генрих приблизился к Парижу. Но к 1525 году военная казна опустела, и он был вынужден заключить мирный договор.
В результате политики разорения мелких крестьянских хозяйств, так называемого огораживания, которую проводили крупные землевладельцы, в Англии появилось много бродяг из числа бывших крестьян. По «закону о бродяжничестве» были повешены по разным источникам от 12 до 72 тысяч человек, причём верхний предел считается очень завышенным.

## Разрыв спапствоми церковная реформа

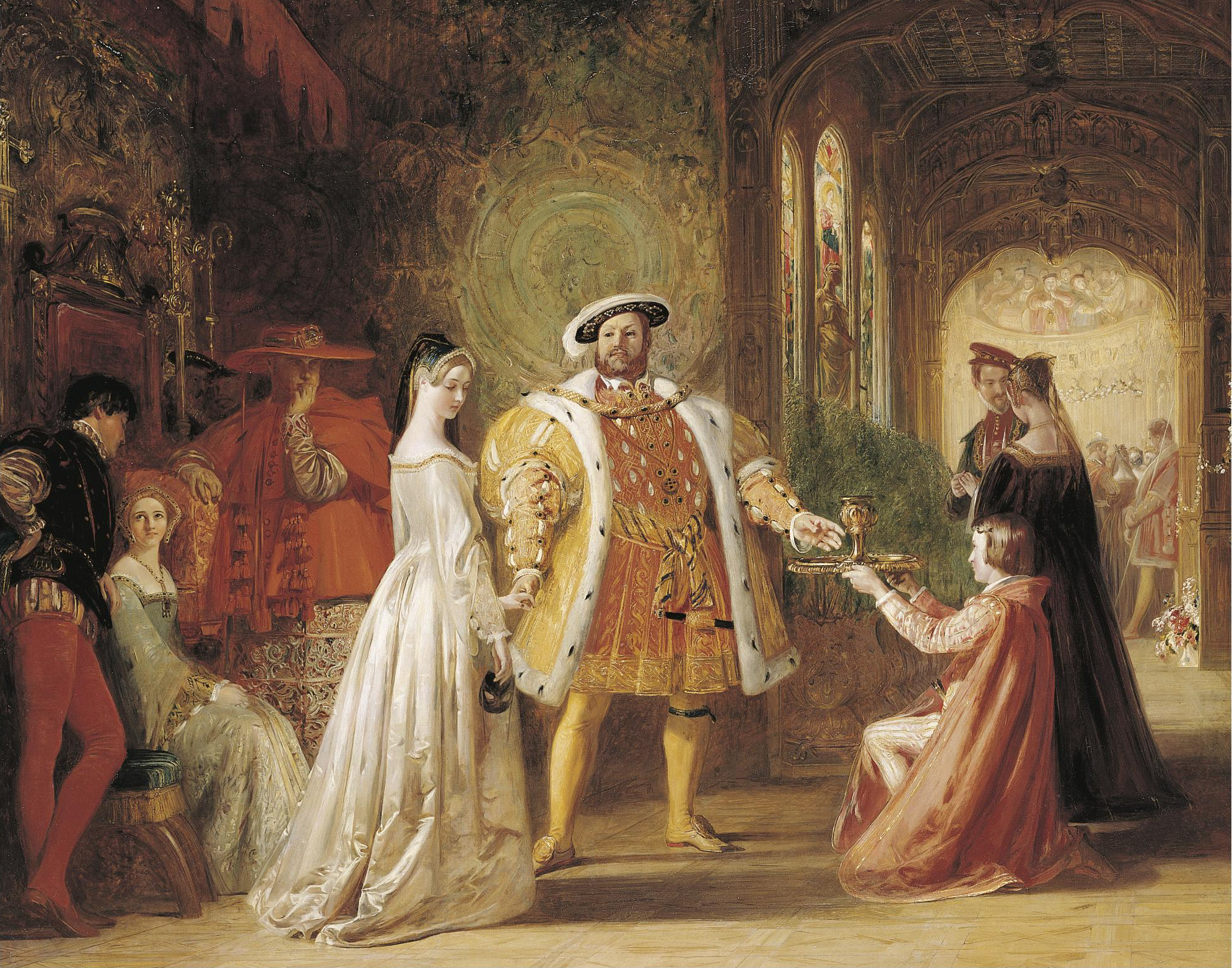
«Встреча Генриха VIII с Анной Болейн». Худ. Дэниел Маклайз (1836)

Формальным поводом для разрыва отношений с папством стал в 1529 году отказ Папы Климента VII признать незаконным брак Генриха с Екатериной Арагонской и, соответственно, аннулировать его, чтобы тот смог жениться на Анне Болейн. В такой ситуации король принял решение разорвать связь с Апостольским Престолом. В 1532 году английским епископам было предъявлено обвинение в измене по ранее «мёртвой» статье — обращению для суда не к королю, а к чужеземному властителю, то есть папе. Парламент принял решение, запрещающее впредь обращение к папе по церковным делам. В этом же году Генрих назначил новым Архиепископом Кентерберийским Томаса Кранмера, взявшего на себя обязательство освободить короля от ненужного брака. В январе 1533 года Генрих самовольно женился на Анне Болейн, а в мае Томас Кранмер объявил предыдущий брак короля незаконным и аннулированным. Папа римский Климент VII 11 июля 1533 года отлучил короля от Церкви.
В 1534 году парламент принял «Акт о супрематии», по которому Генрих был провозглашён Главой Церкви Англии.
Возглавив религиозную реформацию в стране, в 1534 году, будучи провозглашённым главой англиканской церкви, в 1536 и 1539 годах провёл масштабную секуляризацию монастырских земель. Так как монастыри были главными поставщиками технических культур — в частности, конопли, крайне важной для парусного мореплавания, — было ожидаемо, что передача их земель в частные руки отрицательно скажется на состоянии английского флота. Чтобы этого не случилось, Генрих загодя (в 1533 году) издал указ, предписывавший каждому фермеру высеивать четверть акра конопли на каждые 6 акров посевной площади. Таким образом монастыри утратили своё главное экономическое преимущество[прояснить], и отчуждение их владений не нанесло вреда экономике.
Первыми жертвами церковной реформы стали лица, отказавшиеся принять Акт о верховенстве, приравненные к государственным изменникам. Наиболее известными из казнённых в этот период стали Джон Фишер (1469—1535; епископ Рочестерский, в прошлом — духовник бабки Генриха Маргарет Бофорт) и Томас Мор (1478—1535; известный писатель-гуманист, в 1529—1532 годах — лорд-канцлер Англии).
В течение 1535—1539 годов специально созданные Генрихом комиссии закрыли все монастыри, действовавшие в Англии. Их имущество было конфисковано, братия изгнана. В эти же годы по приказу короля были вскрыты, ограблены и осквернены мощи многих святых.
В 1540 году, после неудачного четвёртого брака короля с протестанткой и казни организатора этого брака Томаса Кромвеля, форсировавшего церковную реформу, король вновь стал благоволить католической доктрине. В 1542 году парламент принял «Акт о шести статьях», объявлявший обязательность для всех подданных веры в пресуществление Даров во время мессы. Провозглашены обязательным участие в мессе, причащение мирян под одним видом (только св. Телом), исповедь, безбрачие духовенства, сохранение монашеских обетов. Несогласие с этим Актом тоже приравнивалось к государственной измене.
После казни пятой жены, ставленницы католической партии, Генрих вновь стал склоняться к протестантизму, запретил ряд католических обрядов (в частности, отказался от ежегодного королевского обычая подползать на коленях к кресту в Великую Пятницу).
В целом церковные реформы Генриха были непоследовательными, а сами убеждения Генриха остались неясными. Тем не менее в результате его реформ была создана независимая от римского папы Церковь Англии.

## Поздние годы
Во вторую половину своего царствования король Генрих перешёл к борьбе со своими политическими противниками. Одной из первых его жертв был Эдмунд де ла Поль, герцог Саффолк, казнённый ещё в 1513 году. Последней из значительных фигур, казнённых королём Генрихом, был сын герцога Норфолка, выдающийся английский поэт Генри Говард, граф Суррей, обезглавленный в январе 1547 года, за несколько дней до смерти короля.
Последние годы царствования Генриха были заняты войнами с Шотландией и Францией. После смерти шотландского короля Якова V Генрих старался устроить брак малолетней шотландской королевы Марии со своим сыном Эдуардом, но план этот не удался. Война с Францией (1543—46) была равно бесплодна.

## Правопреемство
После смерти Генриха его сменил его сын Эдуард VI. Поскольку Эдуарду тогда было всего девять лет, он не мог править напрямую. Вместо этого Генрих завещал назначить 16 исполнителей в состав совета регентства, пока Эдуард не достиг 16-летнего возраста. Исполнители выбрали Эдварда Сеймура, 1-го графа Хартфорда, старшего брата Джейн Сеймур, в качестве лорда-покровителя. Если бы Эдуард VI умер бездетным, престол должен был перейти к Марии, дочери Генриха VIII от Екатерины Арагонской, и её наследникам. В случае её смерти корона должна была перейти к Елизавете, дочери Генриха и Анны Болейн, далее к её наследникам. Наконец, если бы линия Елизаветы исчезла, корону должны были унаследовать потомки покойной младшей сестры Генриха VIII, Марии. Потомки сестры Генри Маргариты — Стюарты, правители Шотландии — были исключены из наследства. После смерти королевы Елизаветы I король Шотландии Джеймс VI стал королём Англии в 1603 году.

## Смерть

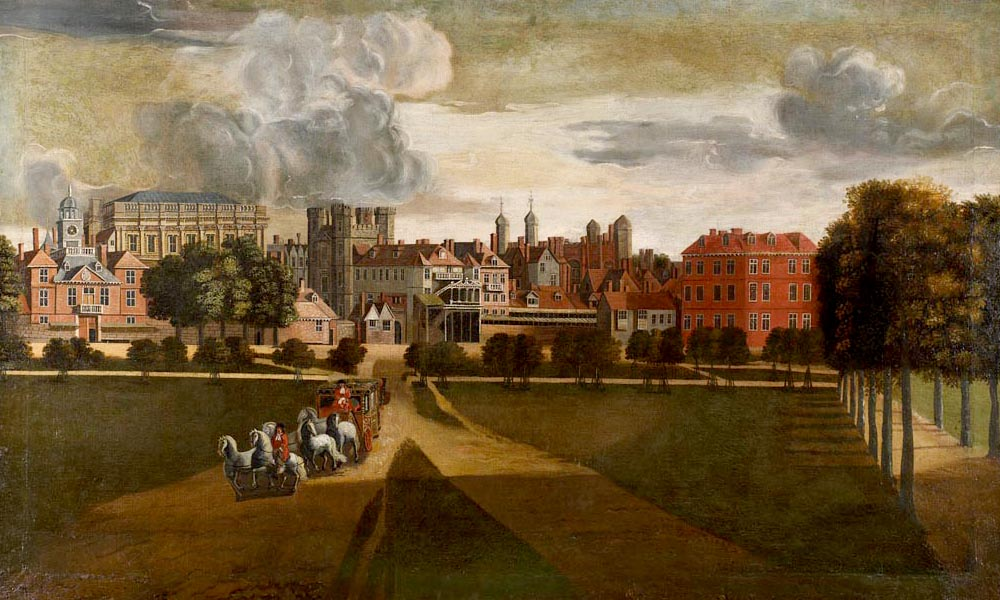
Дворец Уайтхолл, в котором умер король Генрих VIII

В последние годы своей жизни Генрих начал страдать ожирением, окружность его талии доходила до 54 дюймов (137 см), поэтому король мог передвигаться только при помощи особых механизмов. К концу жизни тело Генриха было покрыто болезненными опухолями. Вполне возможно, что он страдал подагрой или диабетом.
Ожирение и другие проблемы со здоровьем могли быть следствием несчастного случая, произошедшего с королём в 1536 году, при котором он повредил ногу. Возможно, в рану попала инфекция и из-за этого вновь открылась рана, полученная ранее на охоте. Рана была до такой степени проблемной, что все приглашённые лекари считали её трудноизлечимой, а некоторые даже склонялись к тому, что король неизлечим вовсе. Через некоторое время после получения травмы рана начала гноиться, препятствуя, таким образом, поддержанию Генрихом обычного уровня его физической активности. Он уже не мог ежедневно выполнять привычные физические упражнения, которыми регулярно занимался ранее. Считается, что именно эта травма вызвала перемену в его шатком характере. У короля начали проявляться тиранические черты, и он всё чаще стал страдать депрессией.
Одновременно Генрих изменил свой стиль питания и стал в основном употреблять огромное количество жирного красного мяса, сократив в своём рационе долю овощей. Считается, что эти факторы спровоцировали скорую кончину короля. Смерть настигла Генриха VIII в возрасте 55 лет, 28 января 1547 года во дворце Уайтхолл. Последними словами короля были: «Монахи! Монахи! Монахи!»

## Жёны Генриха VIII
Генрих VIII был женат шесть раз. Судьба его супруг заучивается английскими школьниками при помощи мнемонической фразы «divorced — beheaded — died — divorced — beheaded — survived»: развёлся — казнил — умерла — развёлся — казнил — пережила.
Генрих VIII присутствовал, когда судили Екатерину Арагонскую, и дважды пытался поднять королеву с колен во время её эмоциональной и дерзкой речи, но она не двинулась с места. Покинула суд и больше там не появлялась. Генрих тоже больше не появлялся в суде над жёнами.
От первых трёх браков у него было 10 детей, из них выжило только трое — старшая дочь Мария от первого брака, младшая дочь Елизавета от второго, и сын Эдуард от третьего. Все они впоследствии правили. Последние три брака Генриха были бездетными.
- Екатерина Арагонская (1485—1536). Дочь Фердинанда II Арагонского и Изабеллы I Кастильской. Она была выдана замуж за Артура, старшего брата Генриха VIII. Овдовев (1502), осталась в Англии, ожидая то намечавшегося, то расстраивавшегося брака с Генрихом. Генрих VIII женился на Екатерине сразу после вступления на престол в 1509 году. Первые годы брака были счастливыми, но все дети молодых супругов либо рождались мёртвыми, либо умирали в младенчестве[11]. Единственным выжившим ребёнком была Мария (1516—1558). Около 1525 года супружеские отношения фактически прекратились, а Генрих, желавший иметь сына, стал задумываться об аннулировании брака. Формальным поводом для бракоразводного процесса стало предыдущее замужество Екатерины за братом Генриха. Растянувшийся на годы процесс, осложнённый вмешательством императора Карла V (племянника Екатерины) и непоследовательной позицией папы Климента VII, не имел никаких результатов. В итоге по требованию Генриха парламент в 1532 году принял решение, запрещавшее какие-либо апелляции в Рим. В январе 1533 года новый архиепископ Кентерберийский Томас Кранмер объявил об аннулировании брака Генриха и Екатерины. После этого Екатерину в официальных документах называли вдовствующей принцессой Уэльской, то есть вдовой Артура. Отказавшись признать расторжение своего брака, Екатерина обрекла себя на ссылку, её несколько раз перевозили из замка в замок. Умерла в январе 1536 года.
- Анна Болейн (ок. 1507—1536). В течение долгого времени была неприступной возлюбленной Генриха, отказываясь стать его любовницей. По одной из версий, Генрих был автором текста баллады Greensleeves (Зелёные рукава)[12], которую посвятил Анне. После того как кардинал Уолси не смог решить вопрос развода Генриха с Екатериной Арагонской, Анна наняла богословов, доказавших: король — владыка и государства, и церкви, и ответственный только перед Богом, а не перед папой в Риме (это стало началом отсоединения английской церкви от Рима и создания англиканской церкви). Стала женой Генриха в январе 1533 года, была коронована 1 июня 1533 года, а в сентябре того же года родила ему дочь Елизавету вместо ожидаемого королём сына. Последующие беременности заканчивались неудачно. Вскоре Анна потеряла любовь Генриха, была обвинена в супружеской измене и обезглавлена в Тауэре в мае 1536 года.
- Джейн Сеймур (ок. 1508—1537). Была фрейлиной Анны Болейн. Генрих женился на ней через неделю после казни предыдущей жены. Вскоре умерла от родильной горячки. Мать единственного сына Генриха — Эдуарда VI. В честь рождения принца пушки в Тауэре дали две тысячи залпов.
- Анна Клевская (1515—1557). Дочь Иоганна III Клевского, сестра правящего герцога Клевского. Брак с ней был одним из способов скрепить союз Генриха, Франциска I и германских протестантских князей. В качестве обязательного условия заключения брака Генрих пожелал увидеть портрет невесты, для чего в Клеве был направлен Ганс Гольбейн-младший. Портрет Генриху понравился, заочная помолвка состоялась. Согласно легенде, прибывшая в Англию невеста (в отличие от её портрета) Генриху категорически не понравилась. Хотя брак и был заключён в январе 1540 года, Генрих сразу начал искать способ избавиться от нелюбимой жены. В итоге уже в июне 1540 года брак был аннулирован; поводом стала ранее существовавшая помолвка Анны с герцогом Лотарингским. Кроме того, Генрих заявил, что фактических брачных отношений между ним и Анной не сложилось. Анна осталась в Англии в качестве «сестры короля» и пережила как Генриха, так и всех других его жён. Этот брак был устроен Томасом Кромвелем, за что тот лишился головы.
- Екатерина Говард (1520—1542). Племянница могущественного герцога Норфолка, двоюродная сестра Анны Болейн. Генрих женился на ней в июле 1540 года по страстной любви. Вскоре выяснилось, что Екатерина имела любовника до брака — Фрэнсиса Дарема — и изменяла Генриху с его личным пажом Томасом Калпепером[13]. Виновные были казнены, после чего 13 февраля 1542 года на эшафот взошла и сама королева.
- Екатерина Парр (ок. 1512—1548). К моменту брака с Генрихом (1543) уже дважды овдовела. Была убеждённой протестанткой и много сделала для нового поворота Генриха к протестантизму. После смерти Генриха вышла замуж за Томаса Сеймура, брата Джейн Сеймур.

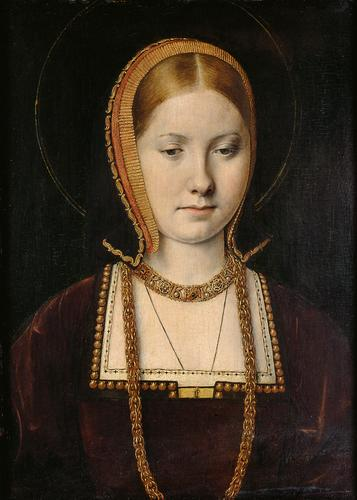
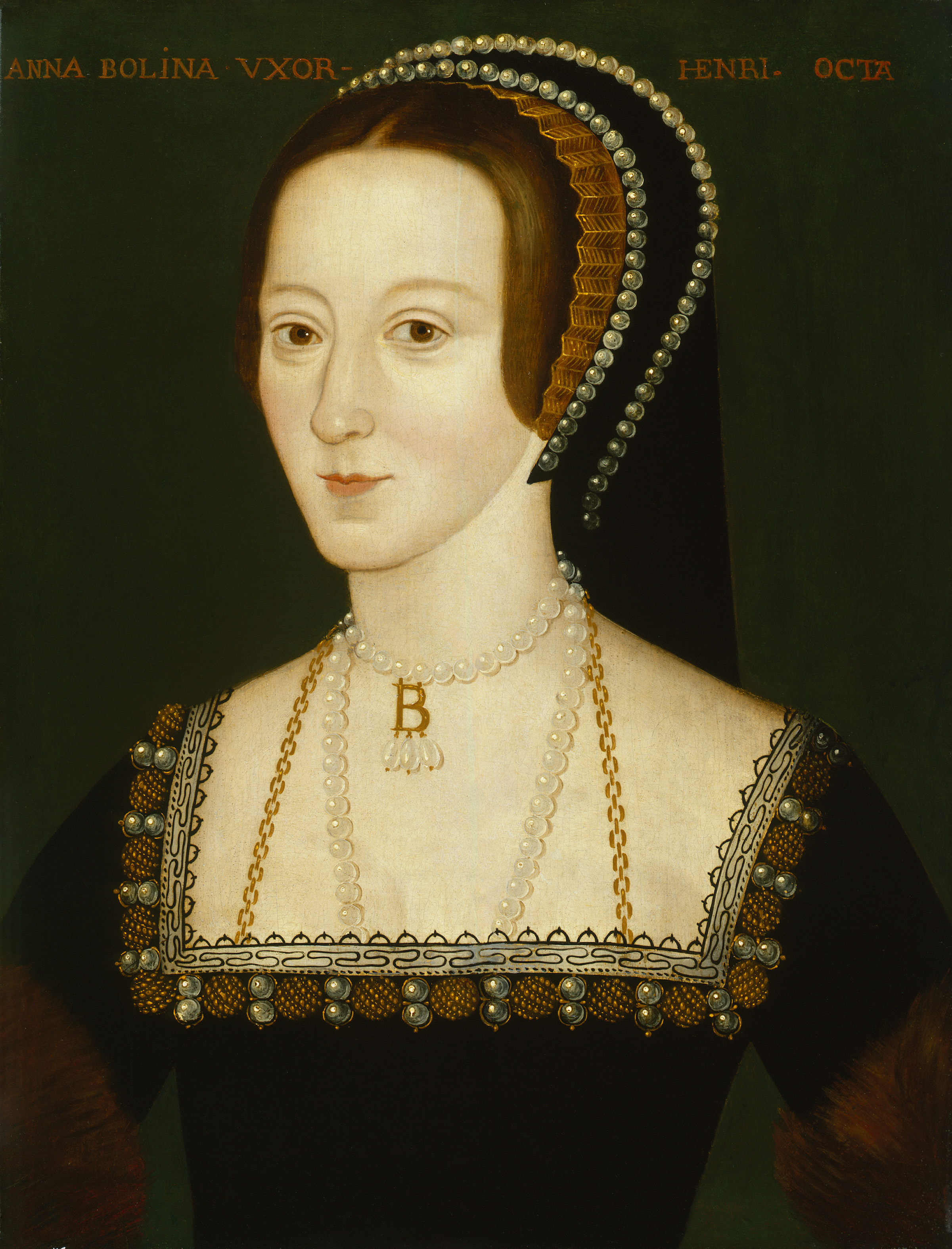
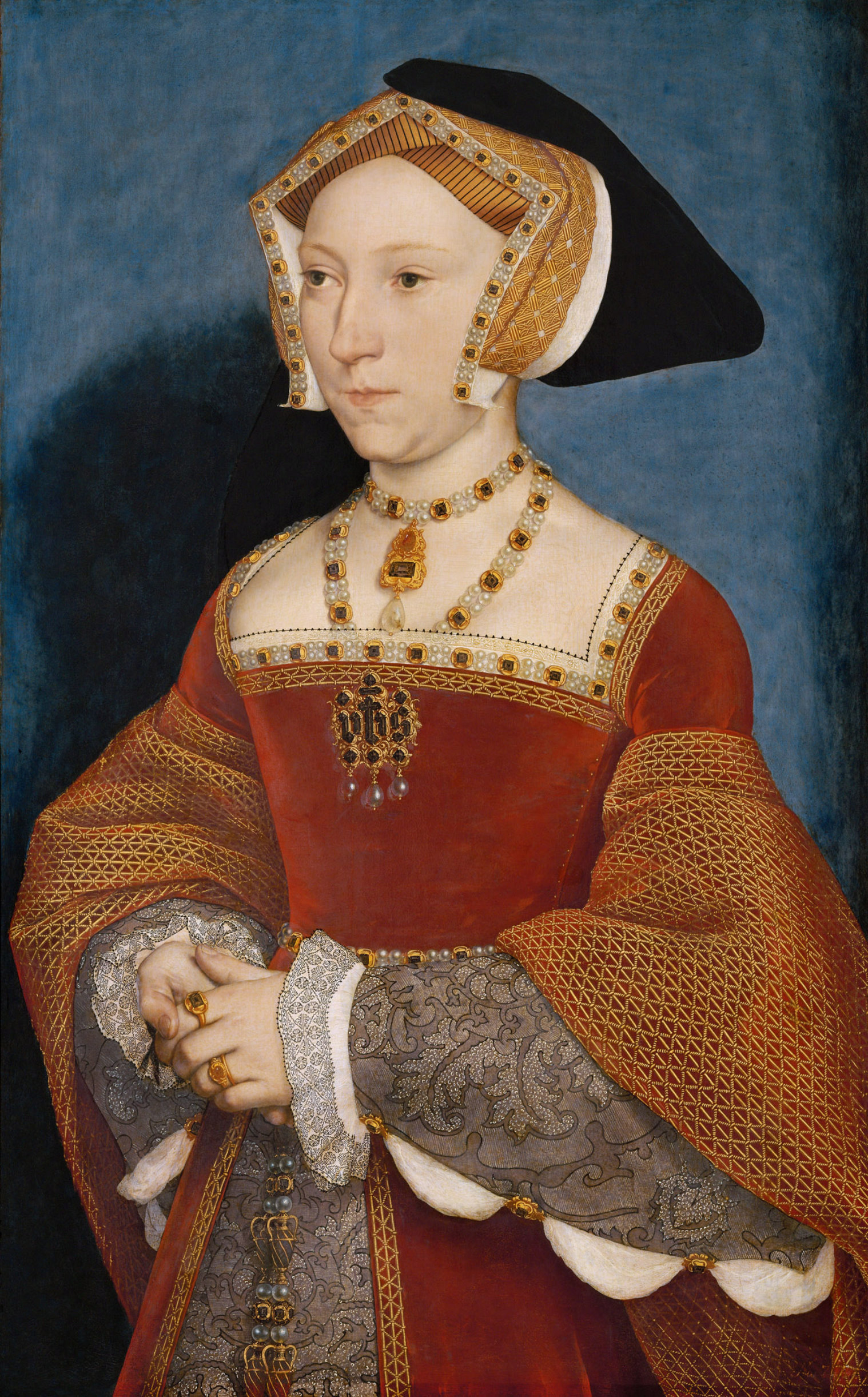
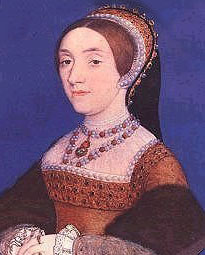
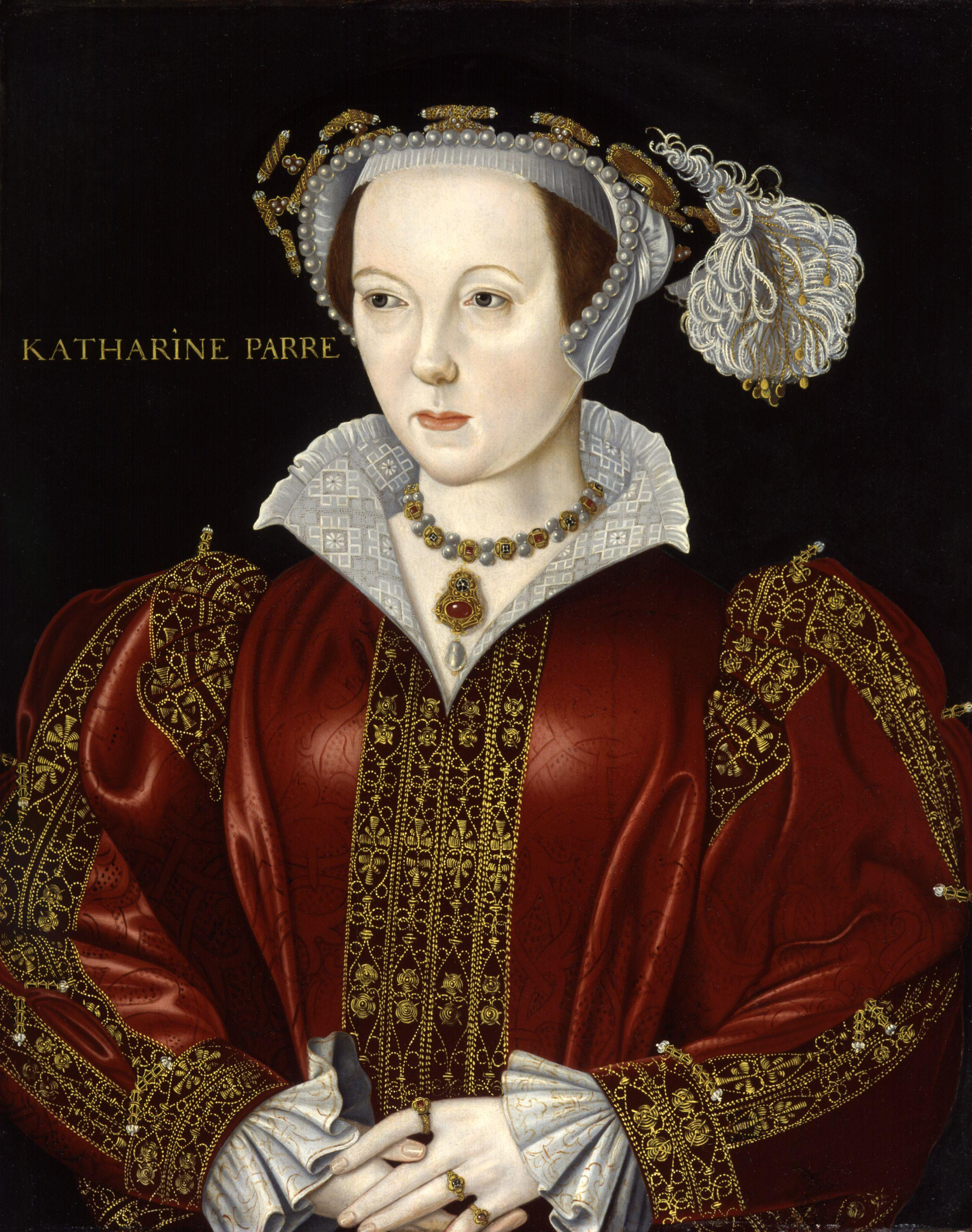

## Дети

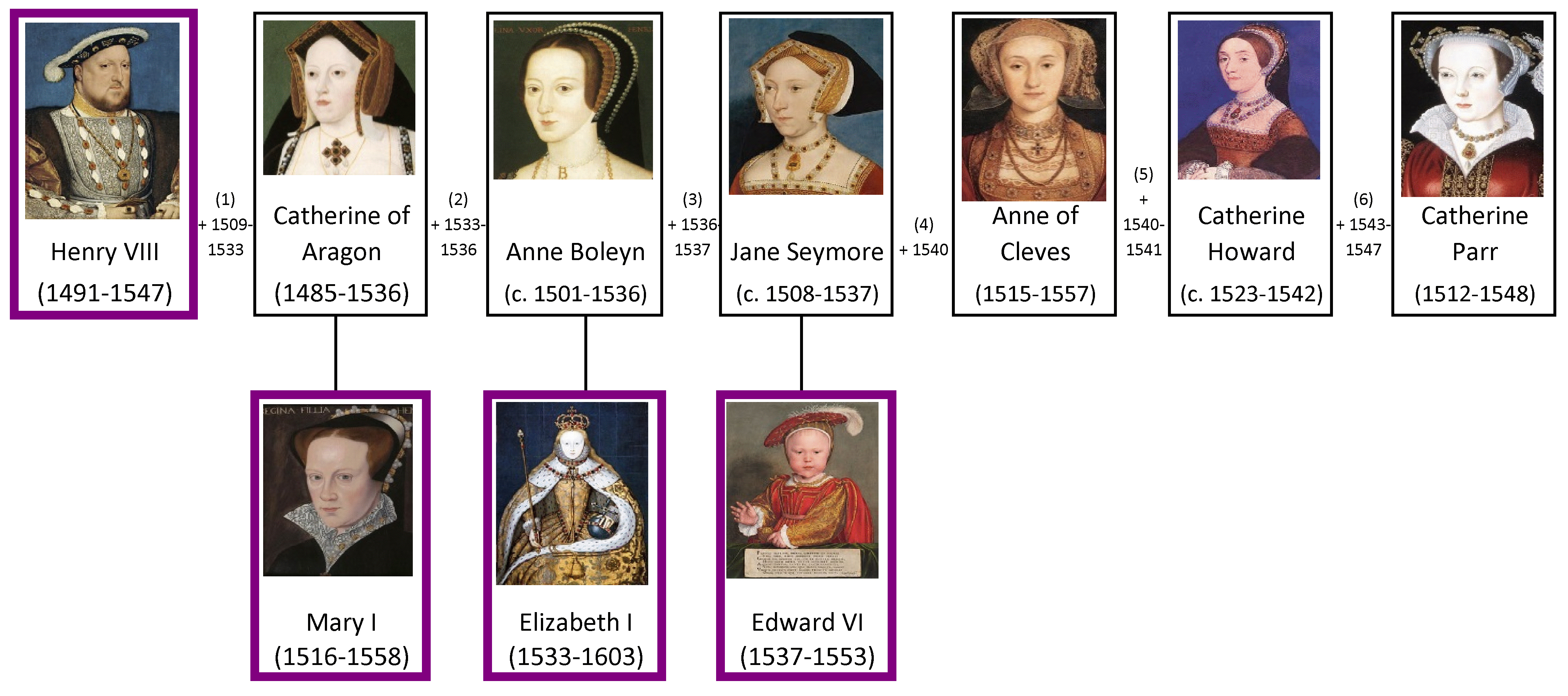

Лишь трое законных детей короля пережили младенческий возраст. Все они поочерёдно наследовали его престол.
1. От брака с Екатериной Арагонской:
  1. Безымянная дочь (р. и ум. 1510)
  2. Генри Тюдор, герцог Корнуолльский (р. и ум 1511)
  3. Выкидыш (сын) (1513)
  4. Генри (р. и ум. 1514)
  5. Генри (р. и ум. 1515)
  6. Мария I (1516—1558)
  7. Безымянная дочь (р. и ум. 1518)
2. От брака с Анной Болейн:
  1. Елизавета I (1533—1603)
  2. Безымянный сын (р. и ум. 1534)
  3. Безымянный сын (р. и ум. 1536)
3. От брака с Джейн Сеймур:
  1. Эдуард VI (1537—1553)

Внебрачные дети:
- Генри Фицрой (1519—1536) — от связи с Элизабет Блаунт. Единственный официально признанный бастард короля.
- Список других бастардов Генриха см.: Дети Генриха VIII[англ.].

Список любовниц см.: Любовницы Генриха VIII.

## Генрих VIII и музыка

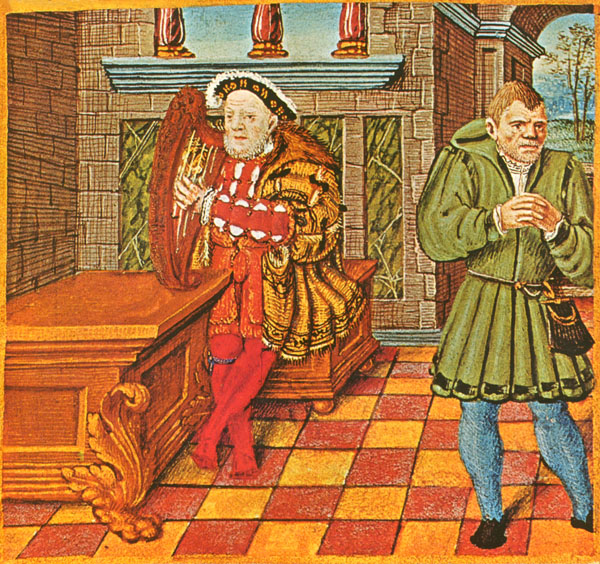
Генрих VIII, играющий на арфе. Миниатюра из Псалтыри Генриха VIII. XVI век

Генрих VIII получил великолепное образование в самых разных сферах. В числе прочего он умел петь и играть на нескольких музыкальных инструментах: предположительно, арфе, лютне, вёрджинеле, лире, флейте и др. Кроме того, король коллекционировал инструменты, выписывая новинки из других стран. В инвентарной описи его имущества, составленной в 1547 году, упоминались 5 волынок, 19 виол, 26 лютен, 20 регалей, 19 вёрджинелов, 17 шалмеев, 18 крумгорнов, более 100 флейт и ряд других инструментов.
Вскоре после своей коронации в 1509 году король Генрих написал песню, озаглавленную «Pastime with Good Company». Она быстро стала национальным хитом, её пели на улицах и в тавернах Англии, а вскоре она стала известна и в Европе. От летописца Эдварда Холла (Edward Halle) мы знаем, что Генрих VIII написал как минимум две мессы в 5 частях, часто исполнявшихся в его часовне, а впоследствии и в других местах. Однако, хотя ему и приписывается сочинение знаменитой песни «Зелёные рукава», написал её не он.

## На монетах
В 2009 году Королевский монетный двор выпустил монету достоинством в 5 фунтов стерлингов в честь 500-летия вступления на престол Генриха VIII.
Его образ также присутствует на монете в 2 фунта Фолклендских островов 1996 г.

## Образ в искусстве

### Кинематограф
- 1920 — «Анна Болейн»; роль Генриха VIII сыграл Эмиль Яннингс.
- 1933 — «Частная жизнь Генриха VIII»; роль Генриха VIII сыграл Чарльз Лоутон.
- 1937 — «Принц и нищий»; роль Генриха VIII сыграл Монтегю Лав.
- 1953 — «Малышка Бесс»; в роли Генриха VIII снова Чарльз Лоутон.
- 1953 — «Меч и Роза»[англ.]; в роли Генриха VIII Джеймс Робертсон Джастис.
- В одной из серий американского телесериала «Моя жена меня приворожила» роль Генриха сыграл Рональд Лонг.
- 1966 — «Человек на все времена»; в роли Генриха VIII Роберт Шоу.
- 1969 — «Тысяча дней Анны»; в роли Генриха VIII Ричард Бёртон.
- 1970 — «Шесть жён Генриха VIII»[англ.]; роль Генриха VIII сыграл Кит Мичелл[16].
- 1971 — «Елизавета королева Англии»; телесериал, роль Генриха VIII в одном из эпизодов которого сыграл Кит Мичелл (в титрах не указан)[16].
- 1972 — «Генрих VIII и его шесть жён»[англ.]; роль Генриха VIII сыграл также Кит Мичелл[16].
- 1977 — «Принц и нищий»[англ.]; роль Генриха VIII сыграл Чарлтон Хестон.
- 1996 — «Принц и нищий» (мини-сериал); роль Генриха VIII сыграл Кит Мичелл.
- 2003 — «Генрих VIII»; в роли Генриха VIII — Рэй Уинстон.
- 2003 — «Ещё одна из рода Болейн»; в роли Генриха VIII — Джаред Харрис.
- 2007—2010 — телесериал «Тюдоры» (Канада-Ирландия). Роль короля исполнил ирландский актёр Джонатан Рис-Майерс.
- 2008 — «Ещё одна из рода Болейн»; в роли Генриха VIII — Эрик Бана.
- 2015 — мини-сериал «Волчий зал»; в роли Генриха VIII — Дэмиэн Льюис.
- 2015 — сериал «Карлос, король и император» (Испания); в роли Генриха VIII — Алекс Брендемюль.
- 2016 — мини-сериал «Шесть королев Генриха VIII» режиссёра и сценариста Криса Холта.
- В 11 серии 15 сезона мультсериала «Симпсоны» Мардж рассказывает детям историю Генриха VIII.
- 2019 — мини-сериал «Испанская принцесса»; в роли Генриха VIII — Руаири О’Коннор.
- 2023 — «Игра королевы»; в роли Генриха VIII — Джуд Лоу.

### Музыка
- Альбом «The Six Wives Of Henry VIII» (1973) Рика Уэйкмана
- Опера Камиля Сен-Санса «Генрих VIII»
- Песня группы Army of the Pharaohs «Henry The VIII»
- Песня группы Herman’s Hermits — «I’m Henry the Eighth I am[англ.]»
- Песня Emilie Autumn «Marry Me»